# ヒョウモンクロシメジ
ヒョウモンクロシメジ（豹紋黒湿地、学名: Tricholoma pardinum）は、ハラタケ目キシメジ科キシメジ属の中型のキノコ（菌類）。毒キノコである。和名の由来は、傘の表面がヒョウのような斑模様（豹紋）になっており、黒っぽいことから名付けられている。

## 解説
世界的に分布。日本でも御坂山地などで発生が確認されている。秋、広葉樹と針葉樹の混生林などでブナ属の木の下に単生または群生する。
子実体は傘と柄からなる。傘は最初は丸山型で、のちに平らに開くが、中央はやや突出する場合がある。傘表面の色は灰色（類白色～淡灰褐色）。傘表面に粘性はなく、褐色から黒褐色の同心円状に並ぶ繊維状鱗片に密に覆われているが、傘が開くと取れることがある。ヒダは白色のち黄色を帯び、やや疎らに配列し、柄に対して上生または離生する。
柄は中実、白色から淡黄色で、上下同大、または下部が少し膨らむ。柄の表面は帯褐色の繊維を有するか、微細なささくれ状になる。
代表的な毒キノコで、食後30分から3時間程度で嘔吐や下痢などを引き起こす。ひどい場合はけいれん、脱水、アシドーシス、ショック症状などを起こす。ただし、毒成分については未だ不明である。2017年6月に小学館から刊行された「小学館の図鑑NEO きのこ」では校了ミスで誤って「食用」と記載されていることが判明したため書籍を回収し訂正したものに交換することとなった。